# Livio Berruti
Livio Berruti (ur. 19 maja 1939 w Turynie) – włoski lekkoatleta sprinter, mistrz olimpijski.
Startował w trzech igrzyskach olimpijskich, za każdym razem w biegu na 200 m i w sztafecie 4 × 100 metrów. Największy sukces odniósł w swym pierwszym starcie na igrzyskach olimpijskich w 1960 w Rzymie, gdzie na 200 m niespodziewanie najpierw wyrównał w półfinale ówczesny rekord świata wynikiem 20,5 s, a następnie zwyciężył w finale zdobywając złoty medal (także z czasem 20,5 s). Na tych samych igrzyskach zajął 4. miejsce w sztafecie 4 × 100 m.
Na igrzyskach olimpijskich w 1964 w Tokio zajął 5. miejsce w finale biegu na 100 m, a w sztafecie 4 × 100 m był siódmy. Podobnie siódmy był w sztafecie 4 × 100 m na igrzyskach olimpijskich w 1968 w Meksyku, a na 200 m odpadł w ćwierćfinale.
Zwyciężył w biegach na 100 m i na 200 m na letniej uniwersjadzie w 1959 w Turynie, a na uniwersjadzie w 1963 w Porto Alegre zdobył brązowe medale na tych dystansach. Na mistrzostwach Europy w 1966 w Budapeszcie zajął 7. miejsce w finale biegu na 200 m.
Złoty medalista igrzysk śródziemnomorskich z 1963 w biegu na 200 m z czasem 21,1 s i srebrny w biegu na 100 m z czasem 10,6 s.
Był mistrzem Włoch na 100 m i 200 m od 1957 do 1962, a na 200 m także w 1965 i 1968.

## Rekordy życiowe
źródło:
- 100 m – 10,2 s. (1960)
- 200 m – 20,62 s. (1960)